# Războiul Civil Guatemalez
Războiul civil guatemalez, cel mai lung război civil din istoria Americii Latine, a izbucnit in 1960 și s-a încheiat în 1996, având o influență profundă asupra Guatemalei.
Mai multe mii de persoane au dispărut și aproximativ 200.000 au fost ucise. Felipe Cusanero a fost primul om judecat pentru crime din timpul războiului,  fiind condamnat la 150 de ani de închisoare în 2009 (câte 25 de ani pentru fiecare dintre cele 6 victime ale lui). 
Fostul dictator Efraín Ríos Montt a fost condamnat în anul 2013 la 80 de ani de închisoare pentru crime împotriva omeniei, însă sentința a fost casată pe motive procedurale de Curtea Constitituțională a Guatemalei. Inculpatul Ríos Montt a murit în anul 2018 la vârsta de 91 de ani, înainte de a se încheia rejudecarea procesului.